# Xã Butler, Quận Pemiscot, Missouri
Xã Butler (tiếng Anh: Butler Township) là một xã thuộc quận Pemiscot, tiểu bang Missouri, Hoa Kỳ. Năm 2010, dân số của xã này là 217 người.